# Lupinus hispanicus
Lupinus hispanicus är en ärtväxtart som beskrevs av Pierre Edmond Boissier och Georges François Reuter. Lupinus hispanicus ingår i släktet lupiner, och familjen ärtväxter. IUCN kategoriserar arten globalt som livskraftig. Utöver nominatformen finns också underarten L. h. bicolor.

## Bildgalleri

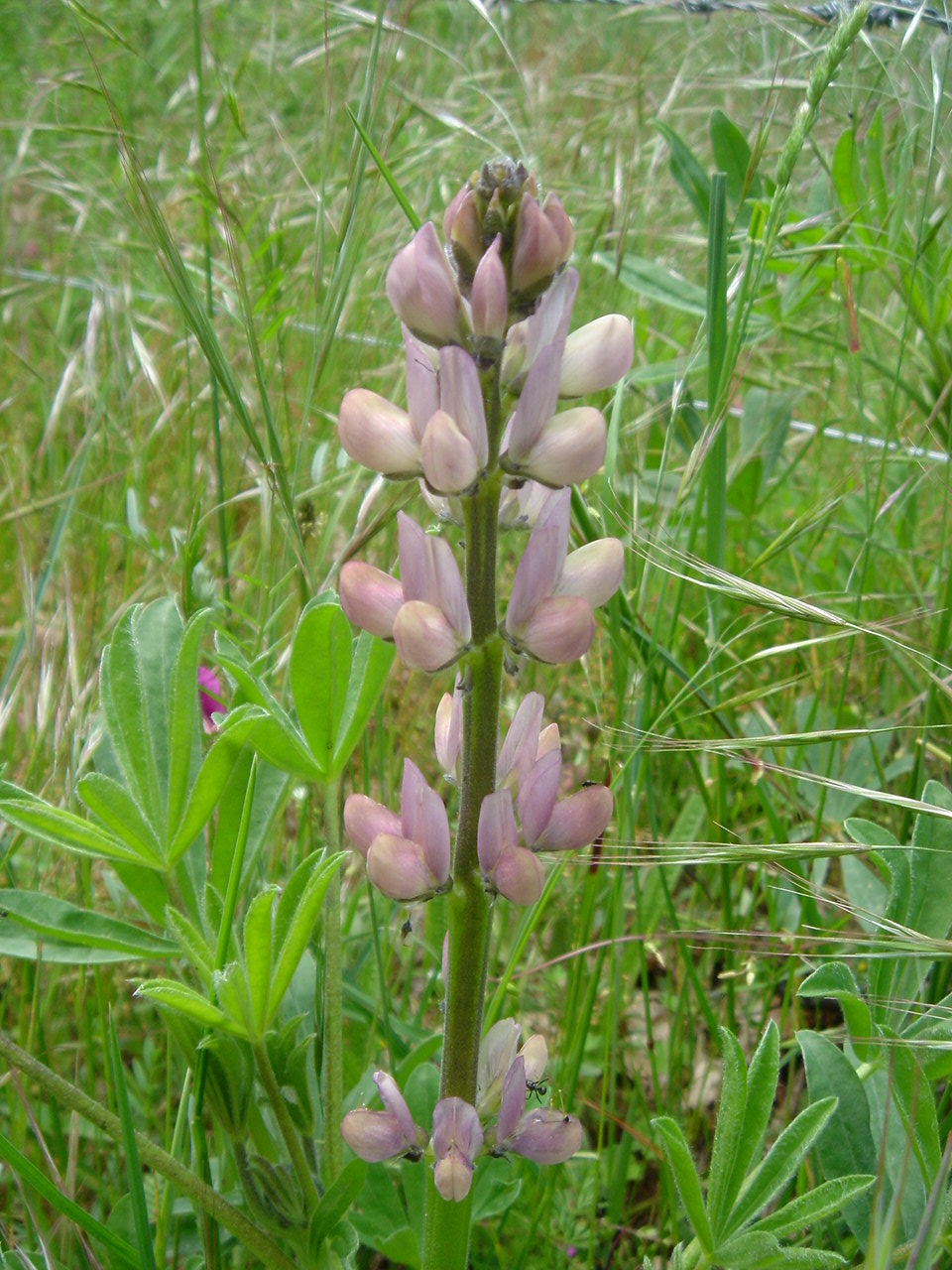
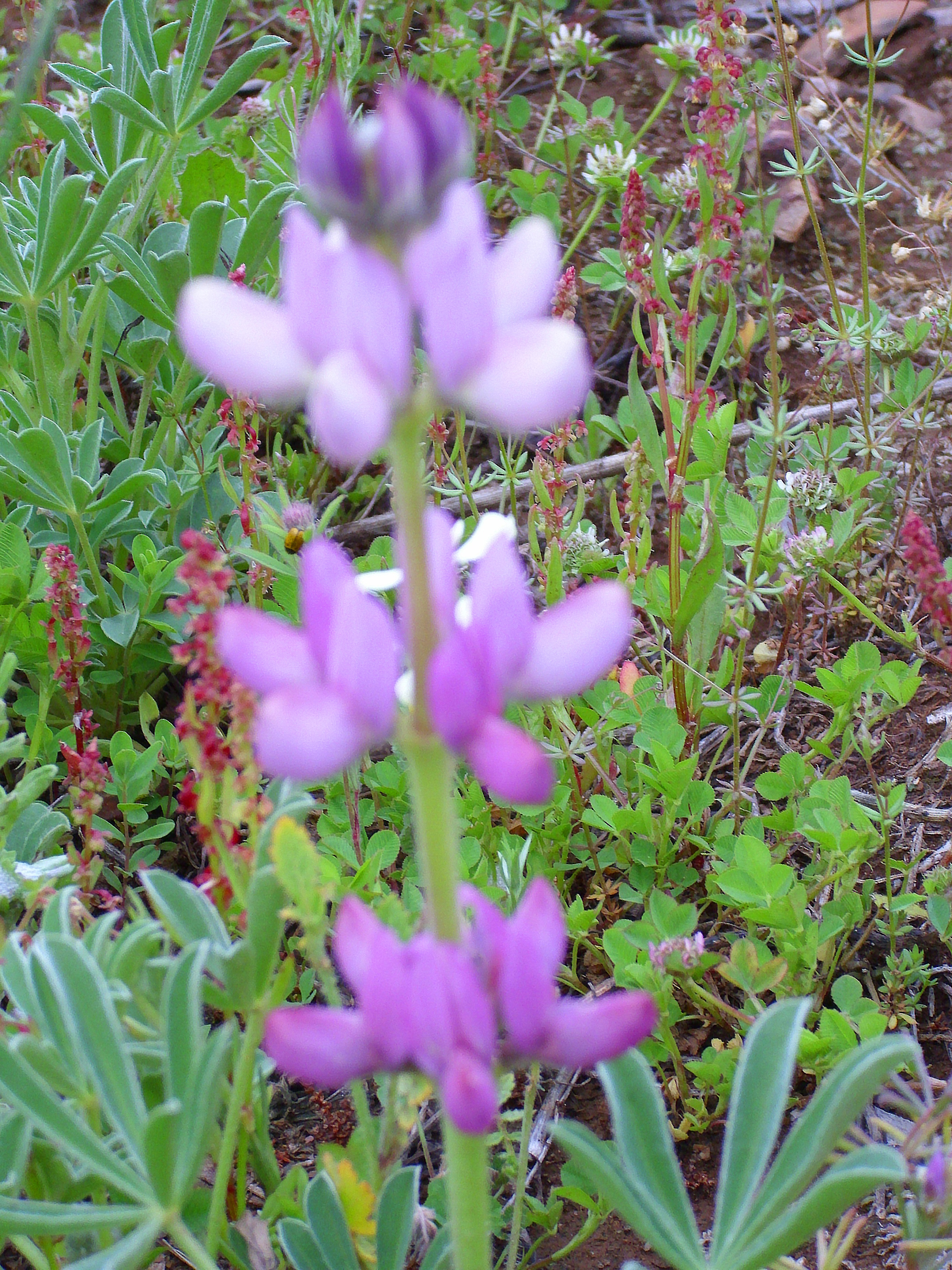
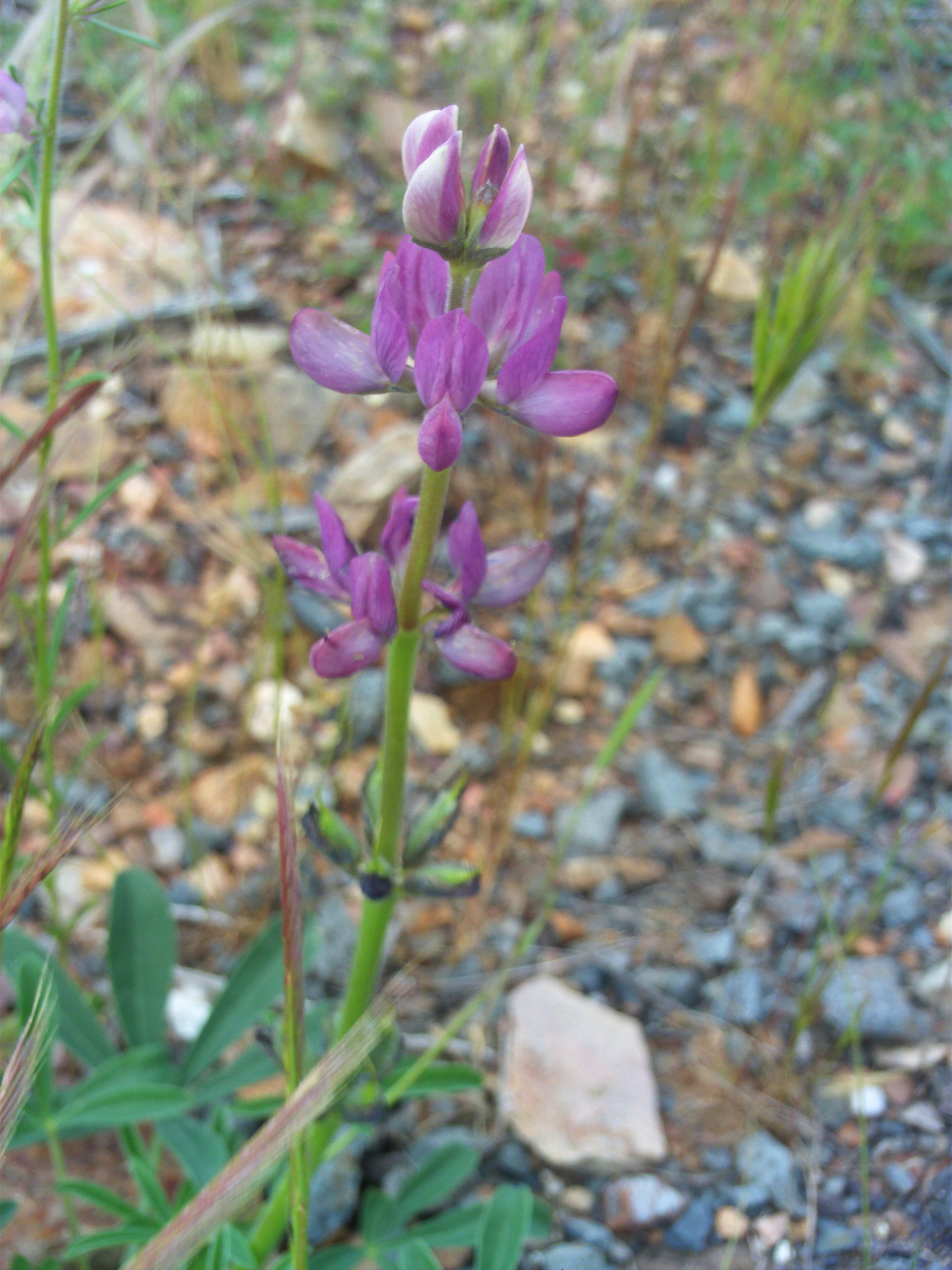
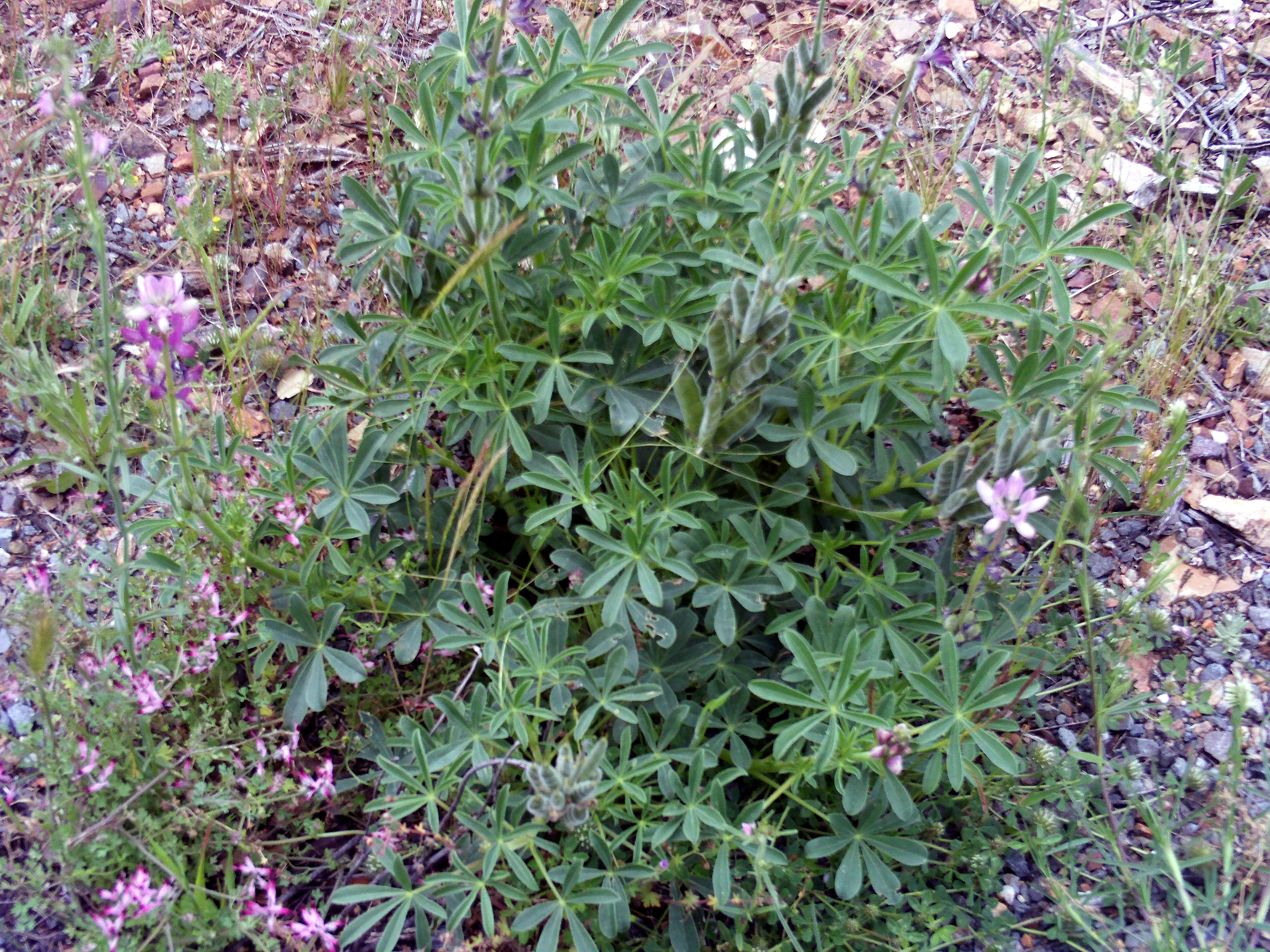